# Dimitrios Maximos

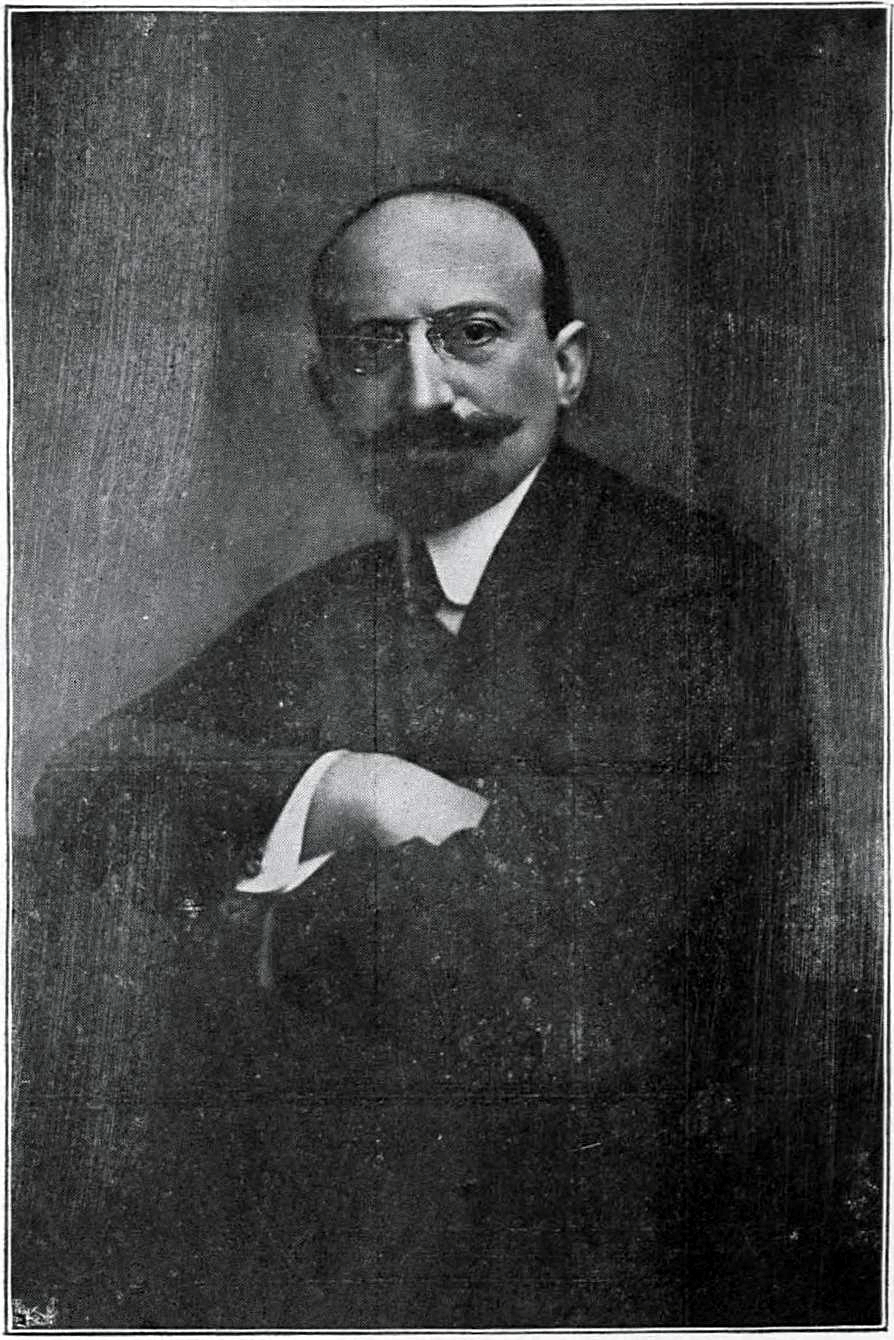
Dimitrios Maximos

Dimitrios Maximos (griechisch Δημήτριος Μάξιμος, * 6. Juli 1873 in Patras; † 16. Oktober 1955) war ein griechischer Politiker und ehemaliger Ministerpräsident.
Der Enkel des Bürgermeisters, Ministers und Parlamentssprechers Andreas Londos absolvierte ein Studium der Wirtschaftswissenschaften.
Von 1921 bis 1922 war er Gouverneur der Nationalbank. 1933 erfolgte seine Wahl zum Senator.  Zwischen 10. März 1933 und 2. März 1935 sowie vom 13. Juli bis Oktober 1935 war er Außenminister im Kabinett von Panagis Tsaldaris. Vom 24. Januar bis zum 29. August 1947 war er Ministerpräsident einer Übergangsregierung.